# Brika
Briana Alexa Martinez (22 de noviembre de 1994), conocida comúnmente por su nombre artístico Brika, es una cantante y compositora estadounidense  que publica su música a través del sello independiente Art House Records. Considerada como uno de los artistas revelación según el New Music Seminar. Su música ha sido emitida por el programa Musical Hot Water Bottle de Annie Mac en BBC Radio 1. Brika fue elegida como Latin On the Spot por ASCAP el 10 de junio de 2014.

## Inicios y Carrera
Brika nació el 22 de noviembre de 1994 en Miami, Forida, en una familia de origen cubano. Es la segunda de tres hermanos. Brika se sintió intrigada por la música desde que era una niña, por lo que aprendió por su propia cuenta a tocar el piano y a escribir sus propias canciones.
Brika conoció al productor musical Julio Reyes Copello a través del hijo de este, Alejandro Reyes, con quien sostuvo una relación romántica. Después de un año de relación, Alejandro informó a su padre acerca de las dotes de Brika para cantar. Brika empezó a trabajar con Reyes Copello en 2012 y firmó con su sello discográfico en 2013.
El 20 de diciembre de 2013, Brika lanzó su primer sencillo "Mumbai" en iTunes, seguido por "Expectations", "Options" y "Gold" en 2014. "Expectations" logró un éxito notable y fue incluido dentro del listado Zeitgeist Most Blogged and Favorited Tracks of 2014 por el agregador de blogs Hype Machine.
El álbum debut de Brika, Voice Memos, salió al mercado tras  aproximadamente un año y un medio de preparación, el 17 de diciembre de 2014, y entró inmediatamente a la programación de estaciones de radio universitarias en Norteamérica. El disco incluye una colaboración con el rapero BOGART en "Go". Voice Memos fue nombrado por HillyDilly como uno de los «mejores 25 debuts» de 2014. El álbum tuvo una premier exclusiva en Hype Machine una semana antes de su lanzamiento oficial, después de llegar a la cima de su listado de popularidad a lo largo del año. El blog Indie Shuffle declaró a Brika como uno de los «artistas a observar» en 2015.
Brika participó en un set acústica del artista de música electrónica Kygo en Miami durante el fin de semana de su presentación en Ultra Music Festival  en 2015.
El 16 de junio de 2016 Brika lanzó al mercado "You", el primer sencillo de su segundo álbum. 

## Estilo
La identidad sonora de Brika se ha descrito  como «soul alternativo, simple pero poderoso en su naturaleza» con un «tono vocal abrasador». Brika ha afirmado que se inspira con «piezas y fragmentos de todo, incluso artes visuales». La periodista Brianne Nemiroff, de Viva Glam Magazine, ha comparado el sonido de Brika al de  Billie Holiday y Banks.

## Discografía

### Álbumes
Voice Memos (16 de diciembre de 2014)

### Sencillos
- «Mumbai», «Expectations», «Options», «Gold» (de Voice Memos)
- «You»